# Drusberg
El Druesberg (o Drusberg) és una muntanya de 2.282 metres situada al Cantó de Schwyz a Suïssa. Es troba a la frontera entre la zona de caminades i d'esquí de Hoch-Ybrig i el Cantó de Glarus.

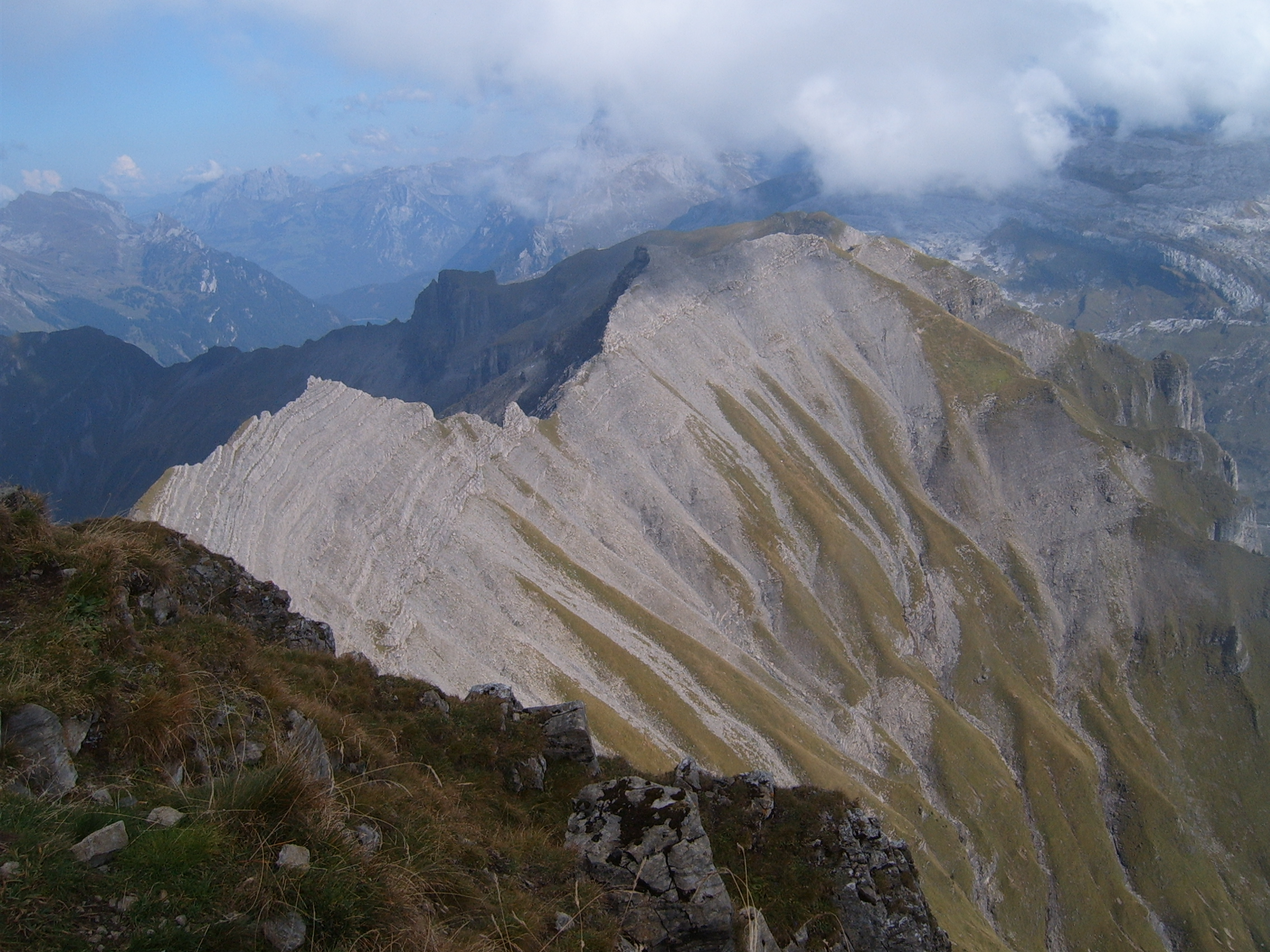
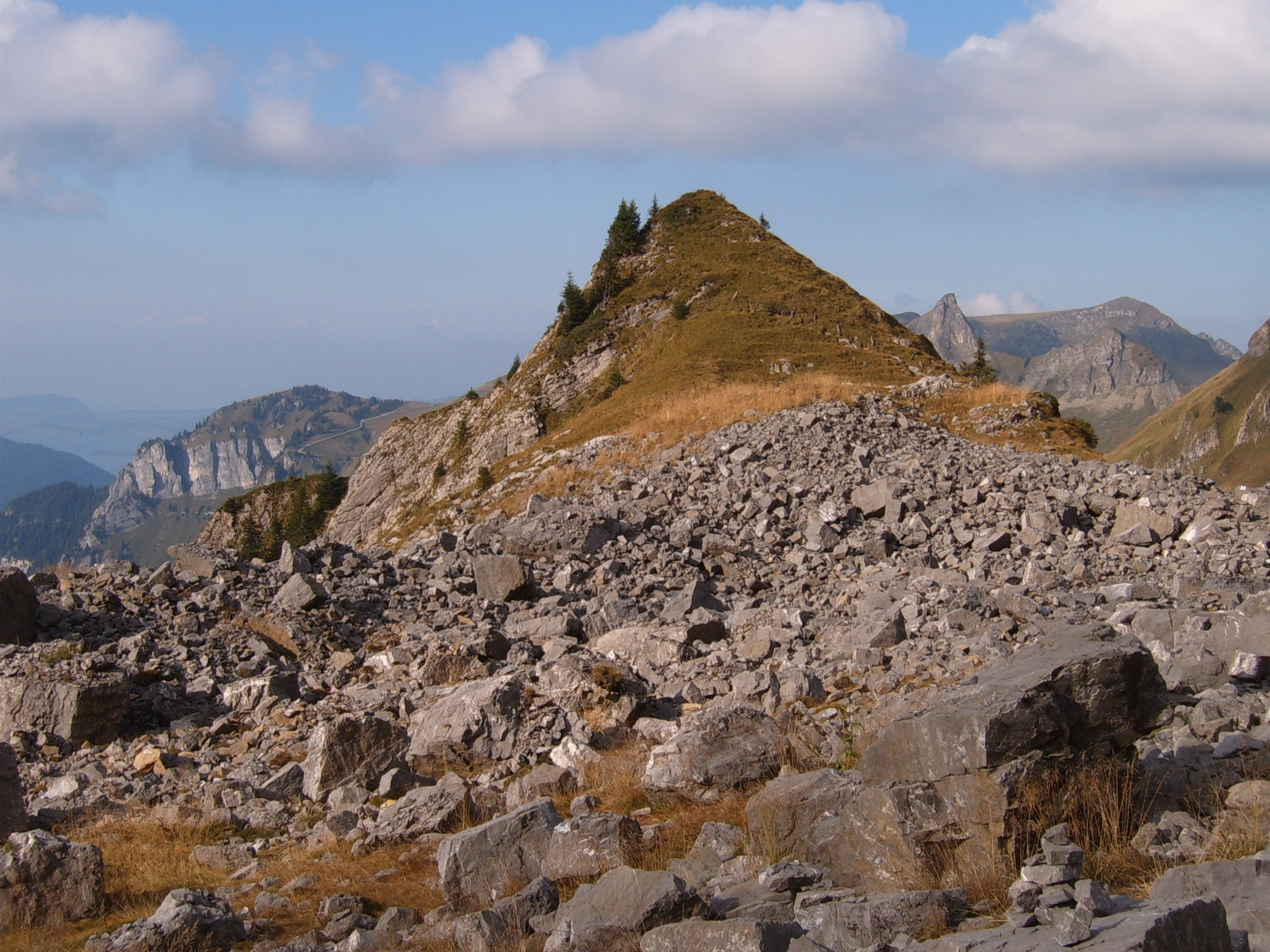
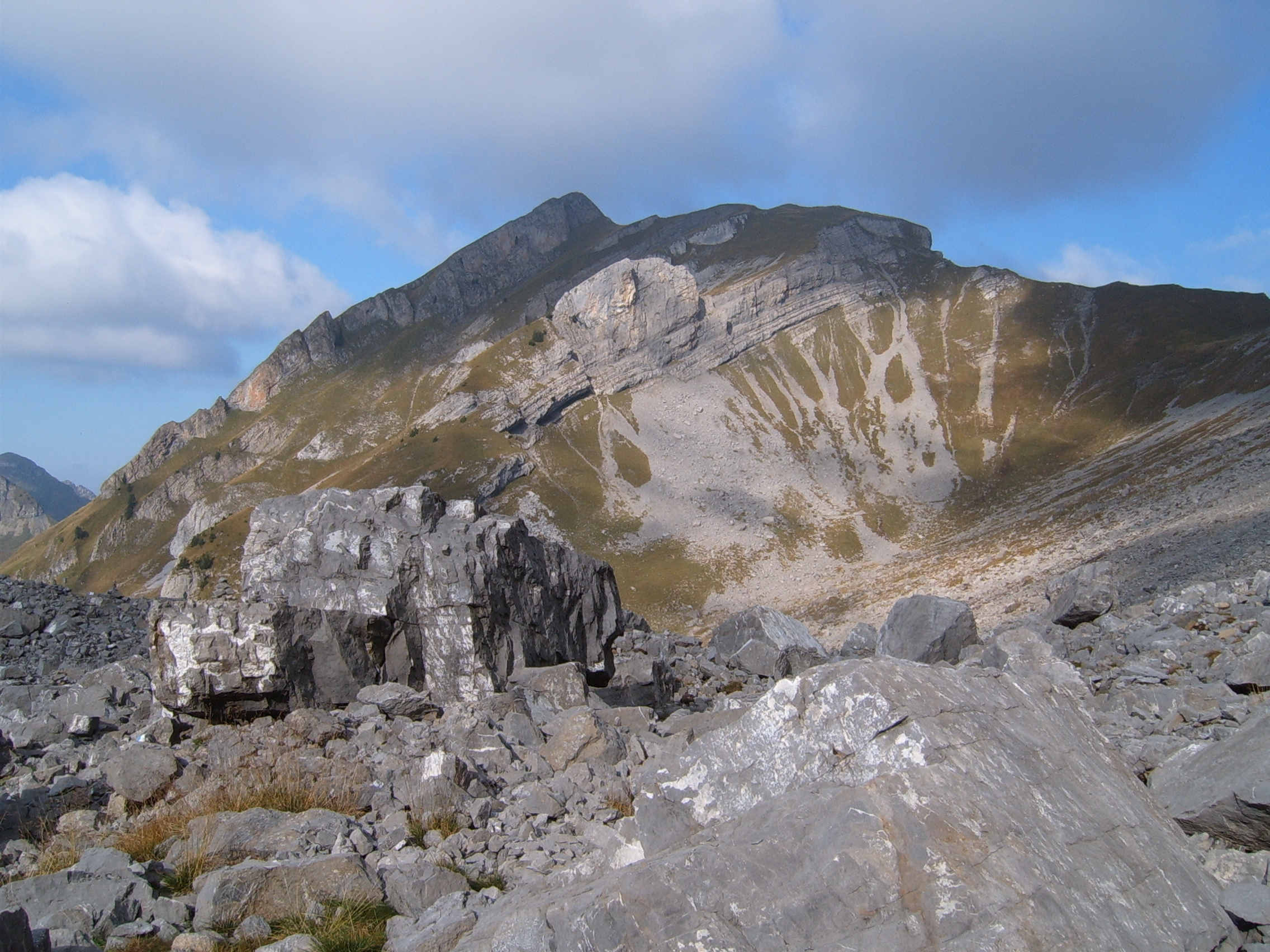